# Алиасинг
Алиасинг, Элайсинг (англ. aliasing — наложение) — в обработке сигналов и изображений эффект, приводящий к наложению парциальных (частичных) спектров аналогового сигнала после его дискретизации при невыполнении условий теоремы Котельникова.

## Происхождение алиасинга
В случае дискретизации аналогового сигнала получается дискретный (дискретизированный) сигнал, значения которого следуют с частотой дискретизации {\displaystyle f_{d}}. Однако спектр любого дискретного сигнала является периодическим, причем период следования спектров равен частоте дискретизации {\displaystyle f_{d}}.
Согласно теореме Котельникова, аналоговый сигнал можно точно восстановить, зная его значения в отсчётные моменты времени, только в том случае, когда спектр аналогового сигнала финитен, то есть ограничен некоторой частотой {\displaystyle f_{m}}, и частота дискретизации больше или равна удвоенной частоте {\displaystyle f_{m}}: {\displaystyle f_{d}\geqslant 2f_{m}}, что аналогично тому, что шаг дискретизации аналогового сигнала {\displaystyle \Delta t} удовлетворяет условию {\displaystyle \Delta t\leqslant 1/(2f_{m})}. В этом случае копии спектра аналогового сигнала, называемые парциальными или частичными спектрами, не перекрываются и с помощью идеального ФНЧ можно в идеале выделить центральный парциальный спектр, то есть на выходе фильтра получить сигнал в точности равный исходному аналоговому сигналу. Однако реальные фильтры не являются идеальными, поэтому на практике можно выделить сигнал лишь с некоторой погрешностью.
При невыполнении условий теоремы Котельникова возникает перекрытие парциальных спектров, называемое алиасингом.  В этом случае точное восстановление аналогового сигнала по дискретным отсчётам невозможно. Также реальные сигналы являются финитными, то есть ограничеными по времени, поэтому их спектры нефинитны, то есть не ограничены некоторой конечной частотой {\displaystyle f_{m}}. Поэтому даже в случае, когда выполняется условие {\displaystyle f_{d}\geqslant 2f_{m}}, происходит наложение парциальных спектров друг на друга. Таким образом, высокочастотные составляющие от центрального парциального спектра накладываются на низкочастотные от соседних парциальных спектров или, другими словами, высокочастотные составляющие спектра аналогового сигнала в дискретном сигнале притворяются (от англ. alias — вымышленная личность, псевдоним) низкочастотными.    
Поэтому на практике частоту дискретизации выбирают с некоторым запасом, например, {\displaystyle f_{d}>3f_{m}} или {\displaystyle f_{d}=2,5...5f_{m}}. Также на практике эффект наложения спектров может быть уменьшен сглаживанием исходного аналогового сигнала путём фильтрации самых верхних его частот. При этом такое сглаживание (англ. anti-aliasing) должно быть выполнено до дискретизации аналогового сигнала. Фильтры нижних частот, сглаживающие сигнал перед дискретизацией, называются антиалиасинговыми.  
Алиасинг является одной из главных проблем при аналого-цифровом преобразовании видео- и аудиосигналов. Алиасинг в компьютерной графике — эффект «ступенчатости» изображения, против которого используются различные алгоритмы сглаживания.

## Пример алиасинга
Алиасинг можно продемонстрировать на примере дискретизации бесконечно протяженного синусоидального сигнала с частотой меньшей удвоенной верхней частоты сигнала. Обозначим период исходного сигнала {\displaystyle T}, тогда несущая частота сигнала равна {\displaystyle f_{0}=1/T}. Так как сигнал не является ограниченным по времени, то в его спектре содержатся всего две частоты {\displaystyle -1/T} и {\displaystyle 1/T}. Таким образом, верхняя частота в спектре сигнала равна {\displaystyle f_{m}=f_{0}=1/T}.
Произведём дискретизацию такого сигнала с частотой {\displaystyle f_{d}}. В этом случае в спектре дискретного сигнала будут содержаться составляющие с частотами {\displaystyle -f_{m}+kf_{d}}, {\displaystyle f_{m}+kf_{d}}, где {\displaystyle k} — целое, то есть с частотами:
Выберем {\displaystyle f_{d}=1.1f_{m}}. Тогда в спектре дискретного сигнала будут содержаться составляющие с частотами (упорядочены по возрастанию):
Следовательно, при использовании идеального ФНЧ с полосой пропускания {\displaystyle \Delta f}, такой что {\displaystyle 0.1f_{m}<\Delta f<f_{m}}, из дискретного сигнала можно выделить синусоидальный сигнал с частотой {\displaystyle 0.1f_{m}=0.1/T}, в то время как частота исходного синусоидального сигнала равна {\displaystyle 1/T}. 
Чтобы выделить сигнал с частотой {\displaystyle f_{m}=1/T} дискретный сигнал необходимо пропустить через идеальный полосовой фильтр, полностью подавляющий все составляющие спектра, за исключение {\displaystyle f_{m}}.
Таким образом, получаем, что при использовании ФНЧ невозможно убрать из дискретного сигнала составляющую с частотой {\displaystyle 0.1f_{m}}, то есть имеет место наложение спектров — алиасинг, который в данном случае заключается в попадании частоты {\displaystyle 0.1f_{m}} от первой копии спектра в диапазон частот {\displaystyle 0...f_{m}}, в котором передаётся исходный синусоидальный сигнал.       
На рисунке представлены исходный синусоидальный сигнал, например с частотой {\displaystyle f_{0}} (красный цвет), дискретизированный сигнал с частотой {\displaystyle f_{d}=1.1f_{0}} (черные точки), синусоидальный сигнал с частотой {\displaystyle 0.1f_{0}} (синий цвет).   

Два разных синусоидальных сигнала, при дискретизации неотличимых: исходный высокочастотный с частотой (красный) и низкочастотный с частотой (синий).

При выборе в соответствии с условием теоремы Котельникова {\displaystyle f_{d}=2f_{m}} (ровно два отсчета за период) при дискретизации строго синусоидального сигнала может оказаться так, что все дискретные отсчёты станут равными нулю. В этом случае восстановление исходного сигнала станет невозможным. Следовательно, необходимо, чтобы частота дискретизации строго превышала удвоенную максимальную частоту сигнала {\displaystyle f_{d}>2f_{m}}. Однако такое строгое неравенство требуется лишь в том случае, когда значение спектра сигнала на максимальной частоте не равно нулю. Если на максимальной частоте спектр сигнала равен нулю, то необходимость в строгом неравенстве отпадает.